# Cykloheksanol
Cykloheksanol – cykliczny, nasycony alkohol drugorzędowy o wzorze C6H11OH będący pochodną cykloheksanu. Bezbarwna substancja stała lub ciecz. Stosowany głównie jako półprodukt przy produkcji nylonu.

## Otrzymywanie
Otrzymuje się go w reakcji utleniania cykloheksanu:
Rzadziej stosowaną, alternatywną metodą jest uwodornienie fenolu:

## Reakcje
Ulega utlenieniu do cykloheksanonu który po przekształceniu do oksymu służy do produkcji kaprolaktamu. Pod wpływem kwasu azotowego zamienia się w kwas adypinowy. W obecności kwasów mineralnych ulega dehydratacji do cykloheksenu.

## Zastosowanie
Głównie do produkcji nylonu. Jego estry są stosowane jako plastyfikatory, zwłaszcza ftalan dicykloheksylu (DCHP). Dawniej stosowany w wyparkowych podzielnikach kosztów ogrzewania.